# VV Близнецов
VV Близнецов (лат. VV Geminorum) — одиночная переменная звезда в созвездии Близнецов на расстоянии (вычисленном из значения параллакса) приблизительно 56723 световых лет (около 17391 парсек) от Солнца. Видимая звёздная величина звезды — от менее +16,2m до +12m.

## Характеристики
VV Близнецов — красная пульсирующая переменная звезда, мирида (M). Эффективная температура — около 3311 К.